# Институт теологии имени святых Мефодия и Кирилла БГУ
Институт теологии имени святых Мефодия и Кирилла Белорусского государственного университета (бел. Інстытут тэалогіі імя святых Мяфодзія і Кірыла Беларускага дзяржаўнага ўніверсітэта) — учреждение высшего образования, расположенное в Минске, Беларусь, и входящее в состав Белорусского государственного университета (БГУ).

## История
Основан в 1992 или 1993 году как факультет теологии Европейского гуманитарного университета (ЕГУ). Инициатором создания факультета и его деканом был митрополит Беларуси Филарет (Вахромеев). В 2000 году на факультете была создана кафедра религиоведения.
В 2004 году в связи с закрытием ЕГУ в Беларуси и его переездом в Литву факультет вместе с преподавательским и студенческим составом перешёл в БГУ как Институт теологии имени святых Мефодия и Кирилла. Назван в честь братьев-просветителей славянских земель Мефодия и Кирилла. Это был первый случай на постсоветском пространстве, когда теологическое образовательное учреждение было интегрировано в главный вуз страны.
В составе БГУ в институте были созданы кафедра богословия и кафедра библеистики и христианского вероучения. В 2014 году некоторые преподаватели института предлагали закрыть кафедру религиоведения, обосновывая это тем, что «религиоведение — это
враг теологии».

## Описание
Обучает по специальности «теология», с квалификацией «Теолог-религиовед. Преподаватель теологии и религиоведения» (1998—2009), «Теолог-религиовед. Преподаватель этики, эстетики и культурологии» (2009—2015) и «Теолог-религиовед. Преподаватель обществоведческих дисциплин» (2015—н. в.). Является единственным вузом Беларуси, фактически выпускающим студентов с квалификацией со словом «религиовед» в названии.
В Институте действуют три кафедры: богословия; библеистики и христианского вероучения; религиоведения. Обучение производится по трём специализациям, соответствующим кафедрам: «философская и христианская антропология»; «библеистика и христианское вероучение»; «новые и традиционные религиозные движения и организации».
Институт получает государственное финансирование. На каждом курсе 25 студентов получают стипендию. Несмотря на отсутствие признания степени «кандидат богословия» на государственном уровне, преподаватели с этой учёной степенью, работающие в БГУ, получают надбавки за степень, соответствующие надбавкам кандидатов наук.

## Критика
Белорусский религиовед и проректор по научной работе Могилёвского государственного университета В. В. Старостенко пишет, что «несмотря на декларации о светском характере института, фактически он является религиозным учебным заведением», и утверждает, что институт нарушает белорусское законодательство:
- в институте происходит приём абитуриентов по характеристикам-рекомендациям настоятелей церковных приходов;
- действует духовник, происходит обязательная катехизаторская практика и литургическая учебная практика;
- функционируют собственная часовня, а учащиеся принимают участие в богослужениях, занятия начинаются и заканчиваются молитвами;
- при институте действует воскресная школа для детей школьного возраста, каковые разрешены только религиозным организациям[6].

Старостенко считает, что используемая для обоснования статуса института концепция «светского теологического образования» противоречива, и предлагает для разрешения проблемы преобразовать институт из государственного учреждение в религиозное, передав его Белорусскому экзархату Московского Патриархата.

## Ректоры
- 1992/1993—2014: Филарет (Вахромеев)
- 2014—2020: Павел (Пономарёв)
- 2020—н. в.: Вениамин (Тупеко)